# Río de Salobre
Río de Salobre är ett vattendrag i Spanien.   Det ligger i provinsen Provincia de Albacete och regionen Kastilien-La Mancha, i den centrala delen av landet, 220 km söder om huvudstaden Madrid.